# Alexandre Bontemps
Pour les articles homonymes, voir Bontemps.
Alexandre Bontemps, né le 9 juin 1626 à Paris et mort le 17 janvier 1701 à Versailles, est un commensal du roi Louis XIV.
Abbé commendataire de l'abbaye Notre-Dame d'Hyverneaux de 1642 à 1655, il est reçu premier valet de chambre du roi en survivance de son père en 1652 avant de l'être en titre à la mort de ce dernier en 1659.
Intendant du château de Versailles à partir de 1665, Alexandre Bontemps devient secrétaire général des Suisses et Grisons vers 1674 et gouverneur de Rennes en 1693.
Confident du roi Louis XIV, il est ainsi décrit par Saint-Simon : « homme du secret domestique, qui sait tout du roi, de ses habitudes, de sa vie privée, et fait rarissime, ne médit ni ne colporte aucun ragot ». Il est ainsi l'organisateur et l'un des rares témoins du mariage secret du roi de France avec Madame de Maintenon.

## Biographie
Alexandre Bontemps, né à Paris le 9 juin 1626, il est le fils de Jean-Baptiste Bontemps, premier chirurgien puis premier valet de chambre ordinaire du roi Louis XIII  et de Marguerite Le Roux, fille d'un marchand bourgeois de Paris. Il est baptisé le 17 juillet 1628 ; son parrain est César de Bourbon, la marraine est sa  fille Élisabeth de Bourbon.
Son père Jean-Baptiste Bontemps ayant guéri le cardinal de Richelieu, est nommé par ce dernier premier chirurgien du roi en 1633, et devient l'un des commensaux du monarque. Il obtient le 21 avril 1643 la charge de premier valet de chambre ordinaire de Louis XIII, qui meurt moins d'un mois plus tard. Il est anobli par lettres patentes en mars 1650
Le 30 juin 1642, Alexandre Bontemps est nommé abbé commendataire de l'abbaye Notre-Dame d'Hyverneaux, dans le diocèse de Paris, et s'efforce de faire revivre l'abbaye fondée par Saint Louis, tant d'un point de vue matériel que spirituel. Il reçoit en survivance de son père la charge de premier valet de chambre du nouveau roi Louis XIV le 14 avril 1652 ; à ce titre, il peut être amené à remplacer son père dans ses fonctions, et devient ainsi proche du roi avec lequel il n'a qu'une douzaine d'années de différence. Dès lors, Alexandre Bontemps participe à la vie de la cour. Il danse, entre 1653 et 1664 dans différents ballets royaux, dont certains de Jean-Baptiste Lully.
Le 27 mai 1665, après la mort accidentelle de Jérôme Blouin, Alexandre Bontemps obtient la charge d'intendant de Versailles, ainsi que le quartier de Juillet en attendant que le fils de Blouin, alors âgé de cinq ans, puisse en exercer la charge. À une époque où Versailles devient une résidence privilégiée du Roi Soleil, l'importance de Bontemps grandit ainsi auprès de Louis XIV, qui fait confirmer la noblesse de son serviteur le 9 juin 1665. Cette année 1665, c'est sous sa garde que serait entrée au couvent Louise Marie Thérèse, possible fille métisse de Louis XIV.
En 1673 meurt le comte de Soissons, colonel général des Suisses et Grisons. Pour lui succéder, Louis XIV choisit son fils légitimé Louis Auguste de Bourbon, mais ce dernier étant alors âgé de moins quatre ans, le roi nomme Bontemps au titre de secrétaire général des Suisses et Grisons. Bontemps se voit ainsi octroyer davantage de maîtrise sur la vie à Versailles, la nouvelle charge lui permettant d'être informé de tout ce qui s'y passe.
Signe de la grande confiance que le roi Louis XIV accorde à Bontemps, c'est à lui qu'il confie l'organisation de son mariage avec Madame de Maintenon, dans la nuit du 9 au 10 octobre 1683. Très peu de personnes sont dans la confidence. La messe, en présence de l'archevêque de Paris, François Harlay de Champvallon, est dite par le père de la Chaise, confesseur du roi.
En 1693, Bontemps est gouverneur de Rennes, ce qui achève de contribuer à son enrichissement.
Frappé d'apoplexie le 13 janvier 1701, Alexandre Bontemps meurt quatre jours plus tard, unanimement regretté.

Saint-Simon décrit ainsi l'influence du premier valet et intendant : 

« Outre les fonctions si intimes de ces deux emplois, c'était par lui que passaient tous les ordres et les messages secrets, les audiences ignorées, qu'il introduisait chez le Roi, les lettres cachées au Roi et du Roi, et tout ce qui était mystère… [Il] avait la cour à ses pieds, à commencer par les enfants du Roi et les ministres les plus accrédités, et à continuer par les plus grands seigneurs. »

## Descendance
À quarante ans, Alexandre Bontemps a une situation établie et enviable. Il décide de se marier, et épouse le 6 mars 1667 Claude-Marguerite Bosc dont le père est conseiller d’État au Conseil privé du roi, apportant une dot de 100 000 livres et la jouissance d'un hôtel sur l'île Saint-Louis, qui devient la résidence du couple en préférence à la maison de Bontemps sise rue Saint-Nicaise. De cette union sont issus Marie Marguerite (vers 1668), Louis Alexandre (mars 1669) — qui obtiendra la survivance de premier valet de chambre, Anne Claude (vers 1672) et Claude Nicolas Alexandre (vers 1674).
Marguerite, la femme de Bontemps est morte peu après la naissance de leur quatrième enfant ; Alexandre Bontemps obtient en 1676 la garde noble de ses enfants dont il devient tuteur, mais une gouvernante est là pour s'en occuper, ainsi que la sœur naturelle de Marguerite, Jeanne Bosc, épouse de La Roche. Bontemps se remariera secrètement avec sa belle-sœur, dont Saint-Simon dira qu'elle était « sa Maintenon ».
Alexandre Bontemps veillera à assurer une situation à chacun de ses enfants, mais aussi à celui de Jeanne de la Roche, qu'il considère comme son troisième fils.
- Marie Marguerite épouse en 1682 Claude Jean-Baptiste Lambert de Thorigny, fils du président de la chambre des Comptes ;
- Louis Alexandre, premier valet de chambre du roi, deviendra lieutenant de louveterie, capitaine des Chasses de la Varenne du Louvre, commandeur de l'ordre de Saint-Lazare ; il épouse en 1693 Charlotte Le Vasseur, fille du marquis de Saint-Vrain, président de la Cour des Aides ;
- Anne-Claude meurt en 1686 sans avoir atteint ses treize ans ;
- Claude Nicolas Alexandre sera gentilhomme ordinaire et premier valet de garde-robe du roi ; il meurt sans descendance.

## Culture populaire
Bontemps est interprété par Michel Galabru dans le film Angélique et le Roy en 1966, et en 2015 par Stuart Bowman dans la série télévisée Versailles.
Dans le jeu Versailles 1685 : Complot à la Cour du Roi Soleil, Alexandre Bontemps tient un rôle principal.
L'écrivain Olivier Seigneur fait de Bontemps un « enquêteur royal » dans plusieurs de ses livres. De même, plusieurs romans historiques d'Annie Jay et d'Annie Pietri font intervenir Bontemps.